# Lydia Adelheid Hellenbrecht

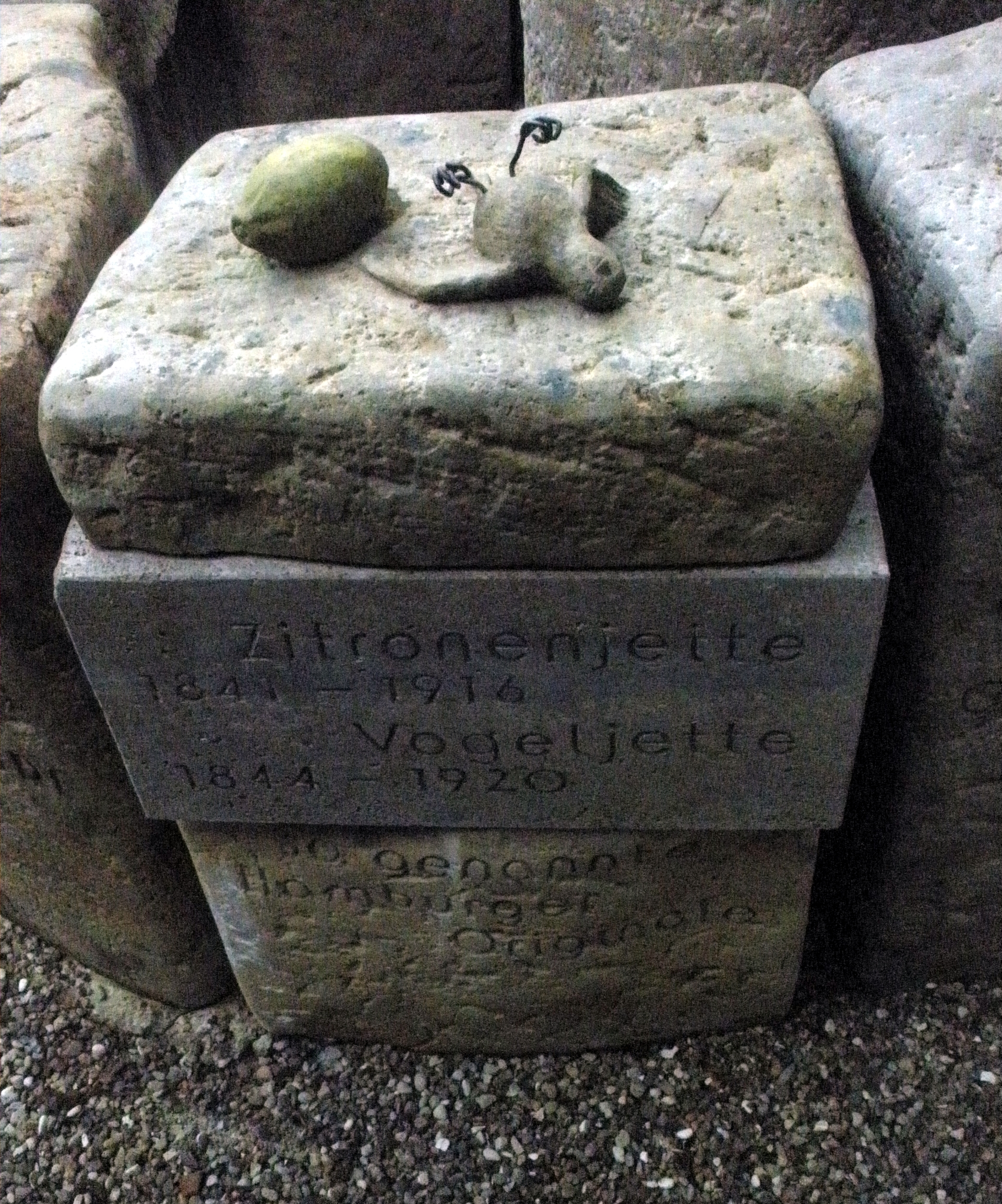
Gedenkstein im Garten der Frauen auf dem Friedhof Ohlsdorf

Lydia Adelheid Hellenbrecht, geborene Lydia Adelheid Köbner (* 13. Dezember 1844 in Hamburg; † 30. Januar 1920 ebenda) war ein als Vogeljette bekanntes Hamburger Original.

## Leben
Lydia Hellenbrecht war die Tochter eines Steuermanns und verlor ihren Vater bereits als Kind. 30-jährig heiratete sie den 20 Jahre älteren Johann Hellenbrecht, einen Schreiber und Boten. Diese Ehe dauerte nur neun Jahre, dann starb ihr Mann 1883 an der Cholera. Seit der Zeit trug sie bis zu ihrem eigenen Tod Trauerkleidung.
Diese bestand aus einem langen schwarzen Kleid mit einem weißen gehäkelten Umschlagtuch darüber. Auf dem Kopf trug sie ein Häubchen, das Gesicht war nahezu komplett von einem weißen Schleier verdeckt. Es war aber nicht nur die Kleidung, die bei ihren Mitmenschen Unverständnis hervorrief. Mit einem Korb voller Brotwürfel in der einen Hand und einem kleinen Emailleeimer in der anderen zog Lydia Hellenbrecht durch die Straßen des Hamburger Stadtteils St. Georg, um die angefeuchteten Brotstücke an die Vögel, insbesondere Spatzen, zu verfüttern.
Dieses Verhalten führte dazu, dass man sie kurzerhand für verrückt erklärte, obwohl sie geistig völlig normal und auch körperlich gesund war. Es ging das Gerücht, die Vogeljette glaubte, ihr verstorbener Mann sei als Spatz wiedergeboren, anderen Erzählungen zufolge soll sie der Meinung gewesen sein, ein Zauberer habe ihn in einen Spatz verwandelt.
Letztendlich war das Füttern lediglich auf ihre Liebe zu Tieren, insbesondere zu Vögeln, zurückzuführen. Möglicherweise war es auch ihre Art von Trauerarbeit, denn ihr Mann war ebenfalls zeitlebens ein Tierliebhaber gewesen, so betrachtete Lydia Hellenbrecht die Fütterungen vermutlich als Andenken an ihn. Obwohl sie wusste, wie über sie gedacht und gesprochen wurde, übte sie, die in bescheidenen Verhältnissen in der Rostocker Straße 9 zur Untermiete wohnte, ihre von der Umwelt belächelte Tätigkeit über viele Jahrzehnte hinweg aus.
Im Garten der Frauen auf dem Hamburger Friedhof Ohlsdorf ist Lydia Hellenbrecht gemeinsam mit Henriette Müller, der Zitronenjette, ein Stein der Erinnerung gewidmet.
Adolf Woderich widmete ihr das 1961 im Ohnsorg-Theater uraufgeführte Theaterstück Vogeljette.